# Bob Gunton
Robert Patrick "Bob" Gunton, Jr., född 15 november 1945 i Santa Monica, Kalifornien, är en amerikansk skådespelare.
Gunton tjänstgjorde i USA:s armé och deltog i Vietnamkriget där han bland annat erhöll en Bronze Star Medal.
Förutom långfilmer och TV-serier har han också varit verksam i olika Broadway-produktioner och erhållit Tony Award-nomineringar. 1979 spelade Gunton rollen som Juan Perón i den första uppsättningen på Broadway av Evita (musikal).

## Filmografi (urval)
- 1985 – McCall (TV-serie) (1 avsnitt)
- 1987 – Galen i Randy
- 1988 – Miami Vice (TV-serie) (1 avsnitt)
- 1989 – Född den fjärde juli
- 1989 – Ärans män
- 1990 – I lagens namn (TV-serie) (1 avsnitt)
- 1990 – Lagens änglar (TV-serie) (1 avsnitt)
- 1991 – JFK
- 1991 – Star Trek: The Next Generation (TV-serie) (1 avsnitt)
- 1992 – Jennifer 8
- 1992 – Patrioter
- 1993 – Demolition Man
- 1993 – En buse till pappa
- 1993 – Wild Palms (TV-serie) (5 avsnitt)
- 1994 – Nyckeln till frihet
- 1995 – Ace Ventura – Den galopperande detektiven rider igen
- 1995 – Dolores Claiborne
- 1996 – Broken Arrow
- 1996 – The Glimmer Man
- 1998 – Ally McBeal (TV-serie) (1 avsnitt)
- 1998 – Patch Adams
- 2000 – Den perfekta stormen
- 2000 – President till varje pris
- 2002 – Spin City (TV-serie) (1 avsnitt)
- 2003 – CSI: Crime Scene Investigation (TV-serie) (1 avsnitt)
- 2003–2004 – Vem dömer Amy? (TV-serie) (3 avsnitt)
- 2004–2006 – Desperate Housewives (TV-serie) (10 avsnitt)
- 2004 – Iron Jawed Angels
- 2004 – Monk (TV-serie) (1 avsnitt)
- 2005 – Nip/Tuck (TV-serie) (3 avsnitt)
- 2006 – E-Ring (TV-serie) (3 avsnitt)
- 2006 – Numb3rs (TV-serie) (1 avsnitt)
- 2007–2010 – 24 (TV-serie) (31 avsnitt)
- 2007 – Dead Silence
- 2007 – Bristande bevis
- 2007 – Numb
- 2007 – The Batman (TV-serie) (röstroll, 1 avsnitt)
- 2008 – 24: Redemption
- 2008 – Boston Legal (TV-serie) (1 avsnitt)
- 2008 – Utlämnad
- 2008 – The Lazarus Project
- 2009 – Tenure
- 2010 – The Irishman
- 2010 – The Mentalist (TV-serie) (1 avsnitt)
- 2011 – Criminal Minds: Suspect Behavior (TV-serie) (1 avsnitt)
- 2011 – Family Guy (TV-serie) (röstroll, 1 avsnitt)
- 2011 – The Lincoln Lawyer
- 2012 – Argo
- 2014 – New Girl (TV-serie) (1 avsnitt)
- 2014 – Trophy Wife (TV-serie) (1 avsnitt)
- 2015 – Daredevil (TV-serie) (9 avsnitt)
- 2017 – Law & Order: Special Victims Unit (TV-serie) (1 avsnitt)
- 2019 – Elementary (TV-serie) (1 avsnitt)
- 2021 – Ghostbusters: Afterlife